# Карл Мийд
Карл Джоузеф Мийд (на английски: Carl Joseph Meade) е американски астронавт, участник в три космически полета.

## Образование
Карл Мийд завършва колеж в авиобазата „Рандолф“ в Тексас през 1968 г. През 1973 г. завършва Тексаския университет в Остин с бакалавърска степен по електроника. През 1975 г. получава магистърска степен по електроника от Калифорнийския технологичен институт.

## Военна служба
Постъпва на активна военна служба във военновъздушните сили на САЩ през 1977 г. През 1985 г. завършва школа за тест пилоти. В кариерата си има повече от 4800 полетни часа на 27 различни типа самолети.

## Служба в НАСА
На 4 юни 1985 г. Карл Мийд е избран за астронавт на НАСА в Астронавтска група №11. През юли 1986 г. завършва успешно подготвителния курс. Участник е в три космически полета.

### Космически полети
| Космически полети на Карл Джоузеф Мийд                             | Космически полети на Карл Джоузеф Мийд | Космически полети на Карл Джоузеф Мийд | Космически полети на Карл Джоузеф Мийд | Космически полети на Карл Джоузеф Мийд | Космически полети на Карл Джоузеф Мийд | Космически полети на Карл Джоузеф Мийд |
| №                                                                  | Дата                                   | КК                                     | Емблема на мисията                     | Функции                                | Продължителност                        |                                        |
| ------------------------------------------------------------------ | -------------------------------------- | -------------------------------------- | -------------------------------------- | -------------------------------------- | -------------------------------------- | -------------------------------------- |
| 1                                                                  | 15 ноември 1990                        | „Атлантис“, мисия STS-38               |                                        | Специалист                             | 4 денонощия 21 часа 54 мин. 31 сек.    |                                        |
| 2                                                                  | 25 юни 1992                            | „Колумбия“, мисия STS-50               |                                        | Специалист                             | 13 денонощия 19 часа 30 мин. 04 сек.   |                                        |
| 3                                                                  | 9 септември 1994                       | „Дискавъри“, мисия STS-64              |                                        | Специалист                             | 10 денонощия 22 часа 49 мин. 57 сек.   |                                        |
| Сумарно време в космоса – 29 денонощия 16 часа 14 минути и 32 сек. |                                        |                                        |                                        |                                        |                                        |                                        |

## Награди
- Летателен кръст за заслуги;
- Медал за национална отбрана;
- Медал на НАСА за участие в космически полет (3);
- Медал на НАСА за похвална служба;
- Медал на НАСА за постижения в службата;
- Медал на НАСА за изключително лидерство.